# Conseil scolaire du district de Toronto

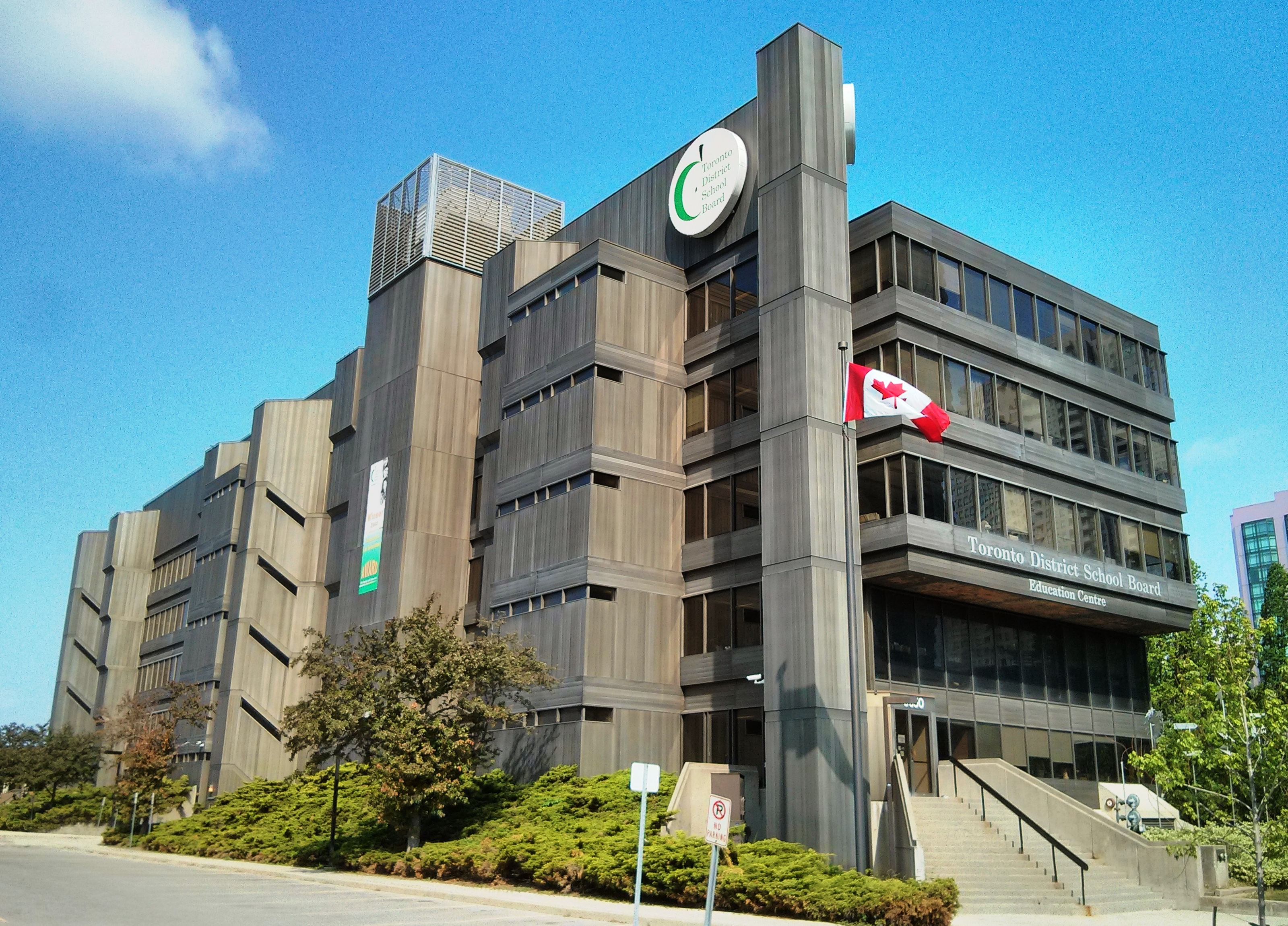
TDSB Education Centre, le siège du TDSB

Le Conseil scolaire du district de Toronto (Toronto District School Board, TDSB) est un système des écoles à Toronto, Ontario. Le district a son siège à North York. TDSB est le plus grand conseil scolaire au Canada. TDSB a presque 600 écoles et plus de 250 000 élèves.